# سبرينغفال (مقاطعة كولومبيا)
سبرينغفال، مقاطعة كولومبيا (بالإنجليزية: Springvale, Columbia County, Wisconsin)‏ هي بلدة تقع بولاية ويسكونسن في الولايات المتحدة. تبلغ مساحتها 106.3 (كم²)، وترتفع عن سطح البحر 268 م، بلغ عدد سكانها 550 نسمة في عام 2000 حسب إحصاء مكتب تعداد الولايات المتحدة وتصل الكثافة السكانية فيها 5.2 نسمة/كم2.

## وصلات خارجية
- The US50 - Cities and Towns in Wisconsin State
- Wisconsin Cities and Towns, Facts, Map, Flag, Colleges, Government, and More